# 사르코메니아아과
사르코메니아아과(Sarcomenioideae)는 진정홍조강 비단풀목 보라잎과에 속하는 홍조식물 아과의 하나이다. 13속 71종으로 이루어져 있다.

## 하위 속
| - Apoglossocolax - 난장이혀속 (Apoglossum) - 각시혀속 (Caloglossa) - Cottoniella - Dotyella - Halydictyon - Malaconema | - Paraglossum - Phrix - Platysiphonia - 사르코메니아속 (Sarcomenia) - Sarcotrichia - 하늘잎속 (Taenioma) |